# Szymon II Lotaryński
Szymon II Lotaryński (ur. 1140, zm. 4 stycznia 1207) - książę Lotaryngii w latach 1176–1206, syn Mateusza I.
Szymon objął władze w księstwie po śmierci swego ojca, pomimo niechęci swojej matki Judyty faworyzującej młodszego syna Fryderyka. Książę zwołał zjazd szlachty księstwa, który zatwierdził jego prawa lecz musiał w zamian nadać jej nowe przywileje. Fryderyk nie poddawał się i rozpoczął wojnę o panowanie w księstwie. Walki zakończył Traktat w Ribemont, który dzielił księstwo na dwie części – francuskojęzyczne południe (Szymon II) i niemieckojęzyczną północ (Fryderyk I). Szymon II był dwukrotnie żonaty. Pierwszą żoną była Agnieszka, córka Gerlacha I grafa Veldenz. Po jej śmierci poślubił Idę, córkę Geralda I grafa Mâcon i Vienne. Oba związki były bezdzietne. Swoim następcą mianował bratanka Fryderyka. Abdykował w 1205 roku i wstąpił do klasztoru gdzie zmarł.